# دوق كاستيجليون
دوق كاستيجليون (بالإنجليزية: Duke Castiglione)‏ هو كاتب حول الرياضة أمريكي، ولد في 21 يونيو 1973.